# أندرو مككولوك
أندرو مككولوك (بالإنجليزية: Andrew McCulloch)‏ (3 يناير 1950 في المملكة المتحدة - ) هو لاعب كرة قدم بريطاني في مركز الهجوم. شارك مع منتخب اسكتلندا تحت 21 سنة لكرة القدم. أما مع النوادي، فقد لعب مع أكسفورد يونايتد وشيفيلد وينزداي وكارديف سيتي وكريستال بالاس وكوينز بارك رينجرز ونادي برينتفورد وOakland Stompers ‏ ونادي ألدرشوت.